# River Roding
Der River Roding ist ein etwa 80 km (50 Meilen) langer linker Nebenfluss der Themse, der nordöstlich des Flughafens Stansted bei Molehill Green entspringt und im Londoner Vorort Creekmouth als Barking Creek in die Themse mündet. Die Mündung wird von der Barking Flood Barrier gesichert.
Auf seinen letzten Kilometern bildet er die natürliche Grenze zwischen dem London Borough of Newham im Westen und dem London Borough of Barking and Dagenham im Osten.
Unmittelbar westlich des Trainingsgeländes des Fußballclubs Tottenham Hotspur bei der M11 durchfließt er die Grenze zwischen der Grafschaft Essex im Norden und der 1965 gebildeten Verwaltungseinheit Greater London im Süden. Der östlich der Roding gelegene Londoner Stadtteil Ilford verdankt seinen Namen der mittelalterlichen Bezeichnung Hyle (tröpfelnder Strom) für den Roding (1086 erstmalige Erwähnung des Namens Ilefort mit der Bedeutung Furt über die Hyle).